# Hans von Tschammer und Osten

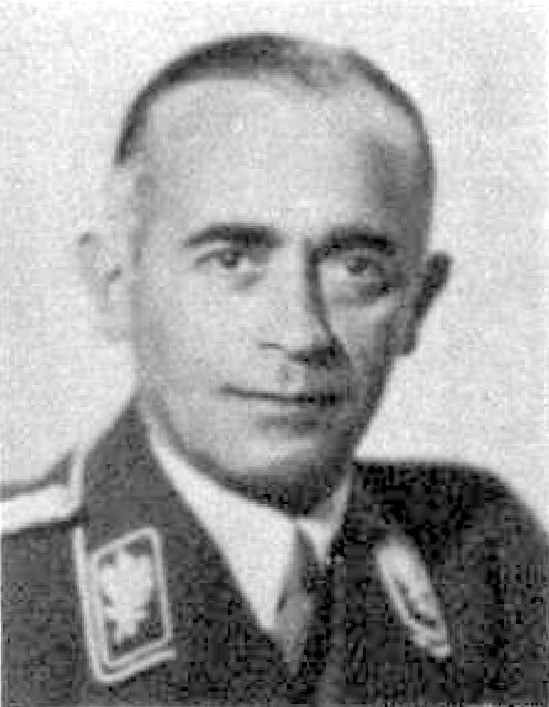
Hans von Tschammer und Osten als SA-Gruppenführer

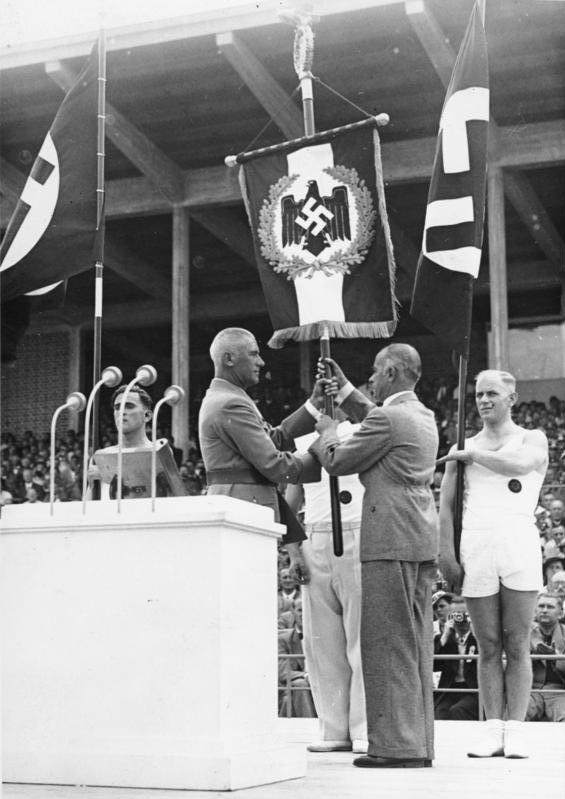
Eröffnung des Deutschen Turnfestes 1938 durch Innenminister Frick und Reichssportführer von Tschammer

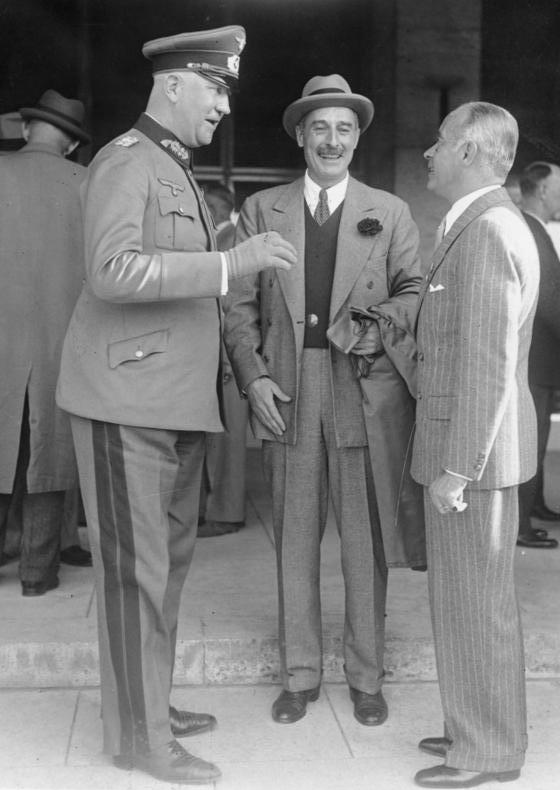
Von Tschammer und Osten (rechts) mit dem britischen Botschafter Nevile Henderson (Mitte) und Friedrich Fromm (links) (1938)

Hans von Tschammer und Osten (* 25. Oktober 1887 in Dresden; † 25. März 1943 in Berlin) war ein deutscher Sportfunktionär in der Zeit des Nationalsozialismus. Er amtierte ab 1933 als Reichssportführer und -kommissar im Deutschen Reich sowie als Vorsitzender des „Deutschen Reichsbundes für Leibesübungen“ (DRL) und des „Nationalsozialistischen Reichsbundes für Leibesübungen“ (NSRL). Er initiierte den Tschammerpokal, den Vorläufer des heutigen DFB-Pokals.

## Biografie
Hans von Tschammer und Ostens Eltern waren der königlich sächsische Oberstleutnant Hans von Tschammer und Osten (1856–1922) und Betty von Metsch (1861–1903), Tochter des Gutsherrn und Juristen Emil von Metsch und der Ida Clara Sophie Freiin von Kotzau. Er selbst besuchte das Kadettenkorps zu Dresden und nahm als Offizier am Ersten Weltkrieg teil. Er wurde 1914 verwundet und litt seitdem an einer Lähmung der rechten Hand. Er schied als Hauptmann aus dem Militärdienst aus. Nach dem Krieg wurde er durch die Heirat mit Sophie Margarethe von Zimmermann, geborene von Carlowitz-Kleindehsa (1892–1972), Rittergutsbesitzer im Oberlausitzer Ort Kleindehsa. Das Ehepaar von Tschammer und Osten hatte die Tochter Felicitas, in dritter Ehe mit dem Major Walter von Wietersheim liiert, und den Sohn Curt-Dietrich, der 1950 mit Iris von Möller eine Familie gründete.
Von 1923 bis 1926 war Tschammer Führer des Jungdeutschen Ordens in Sachsen. Im Jahr 1929 trat er in die NSDAP ein und wurde Mitglied der SA. Im März 1932 übernahm er als SA-Gruppenführer die Führung der SA-Gruppe Mitte. Nach der Reichstagswahl im Juli 1932 war von Tschammer und Osten Abgeordneter des Deutschen Reichstages, trat aber vor allem als SA-Führer in Erscheinung und war u. a. am Eisleber Blutsonntag beteiligt.
Nach der Machtübernahme der Nationalsozialisten 1933 wurden – wie alle gesellschaftlichen Organisationen – auch die Sportverbände der nationalsozialistischen Ideologie untergeordnet und gleichgeschaltet. Von Tschammer und Osten wurde am 28. April 1933 zum Reichssportkommissar und am 19. Juli 1933 zum Reichssportführer ernannt. Am 5. Mai 1933 löste sich der seit 1917 bestehende Deutsche Reichsausschuss für Leibesübungen (DRA) satzungswidrig selbst auf und wurde am 27. Juli 1934 durch den nach dem Führerprinzip geleiteten und in Fachausschüsse für die einzelnen Sportarten untergliederten Reichsbund für Leibesübungen (DRL) ersetzt. Dessen Leitung übernahm der auf dem Gebiet des Sports unerfahrene von Tschammer und Osten. Er wurde 1934 Mitglied des Deutschen Olympischen Ausschusses und übernahm die ideologische Vorbereitung der Olympischen Spiele von 1936 in Berlin. Sein Adjutant war jener Zeit der SS-Führer Ludolf Jakob von Alvensleben.
Von 1933 bis mindestens 1938 gehörte Hans von Tschammer und Osten dem Hauptvorstand der bald gleichgeschalteten Deutschen Adelsgenossenschaft an. Wegen seiner NSDAP-Mitgliedschaft musste er im November 1938 aus dem Johanniterorden austreten. Der Kongregation gehörte er seit 1921 als Ehrenritter an, organisiert in der Genossenschaft Land Sachsen. Etwa zehn Prozent der Ordensangehörigen betraf diese Entscheidung, auch seinen damaligen Mitarbeiter Alexander von Humboldt.
1938 wurde er zum Staatssekretär im Reichsministerium des Innern und zum SA-Obergruppenführer ernannt. In der Obersten SA-Führung (Hauptamt) übernahm er 1939 die Leitung der Abteilung Kampfspiele und wurde innerhalb der nationalsozialistischen Freizeitorganisation Kraft durch Freude Leiter der Sektion Sport.
Am 25. März 1943 starb Hans von Tschammer und Osten, der bereits 1936 in Hohenlychen zur Kur gewesen war, an den Folgen einer Lungenentzündung.

## Sportpolitische Aktivitäten
Es war von Tschammer und Ostens Aufgabe, die Sportpolitik der Nationalsozialisten bis auf die örtliche Vereinsebene durchzusetzen. So sorgte er zunächst dafür, dass im gesamten Sport anstelle der bisherigen demokratischen Prinzipien das nationalsozialistische Führerprinzip eingeführt wurde. Um die Zahl der Mitgliedschaften in seiner Organisation zu maximieren, war er auch bereit, die nationalsozialistisch gleichgeschaltete FKK-Bewegung in seinem Verband aufzunehmen. Er forderte vom Auswärtigen Amt, die deutschen Botschaften im Ausland zu veranlassen, für ein einwandfreies Auftreten deutscher Sportler zu sorgen, sie zu beaufsichtigen und zu beraten. Im Juli 1934 traf er mit der Hitlerjugend eine Vereinbarung zur völligen Integration der Sportjugend. Am 12. Dezember 1936 führte er die Anrede „Kamerad“, den Ruf „Sieg Heil“ bei Veranstaltungen und die offizielle Begrüßung „Heil Hitler“ bei allen Sportorganisationen ein (Hitlergruß).
Reichssportkommissar Hans von Tschammer und Osten erklärte im Mai 1933, als der NS-Apparat die Rassenpolitik auf die Sportverbände übertrug:
„Die Leibesübungen am deutschen Menschen haben, wenn sie überhaupt kulturellen Wert gewinnen sollen, der Erhaltung und Förderung unserer Rasse und ihrer Eigenart zu dienen. Grundsätzlich bestimmt den deutschen Sport der arische Mensch und die deutsche Jugenderziehung der Deutsche und nicht der Jude.“
Nachdem Deutschland den Zuschlag für die Olympischen Spiele 1936 erhalten hatte, sorgte er dafür, dass gegenüber dem Ausland der deutsche Sport in einem günstigen Licht erschien. Dazu ordnete er unter anderem an, dass in den Vereinen die Nürnberger Rassengesetze von 1935 moderat umgesetzt wurden. So gab es bis 1936 kein generelles Vereinsverbot für Juden, und die Kommunen wurden angewiesen, jüdischen Sportvereinen Wettkampfstätten zur Verfügung zu stellen. Außerdem setzte er durch, dass es bis auf weiteres keine staatlichen Einmischungen in die Vereinstätigkeiten gab. Von 1936 an plante und organisierte er sämtliche nationalen Sportveranstaltungen. Sein Hauptverwaltungsleiter war hierbei sein früherer Pressereferent Guido von Mengden. Dieser sorgte dafür, dass der Einfluss der Hitlerjugend, der SA und von Kraft durch Freude auf deren jeweiligen Einflussbereich beschränkt blieb und die Sportbewegung den Umständen entsprechend erhalten blieb.
Auf dem Gebiet des Fußballsports unterdrückte von Tschammer und Osten alle Bestrebungen zur Einführung des Profifußballs. Den in dieser Hinsicht sehr aktiven Westdeutschen Sportverband löste er 1935 kurzerhand auf. Im selben Jahr rief er nach englischem Vorbild den Wettbewerb um den deutschen Fußballpokal ins Leben, nach seinem Initiator „Tschammerpokal“ benannt. Der Wettbewerb wurde bis 1943 ausgetragen, der eigentliche Pokal wurde nach dem Zweiten Weltkrieg vom Deutschen Fußball-Bund für seinen DFB-Pokal-Wettbewerb noch bis 1964 weiterverwendet. Nach dem Anschluss Österreichs wies von Tschammer und Osten Reichstrainer Sepp Herberger an, bei der Vorbereitung auf die Fußball-Weltmeisterschaft 1938 entweder sechs deutsche und fünf österreichische oder fünf reichsdeutsche und sechs österreichische Spieler zu berücksichtigen. Im November 1939 setzte von Tschammer und Osten Herberger offiziell als Fußball-Reichstrainer ein.

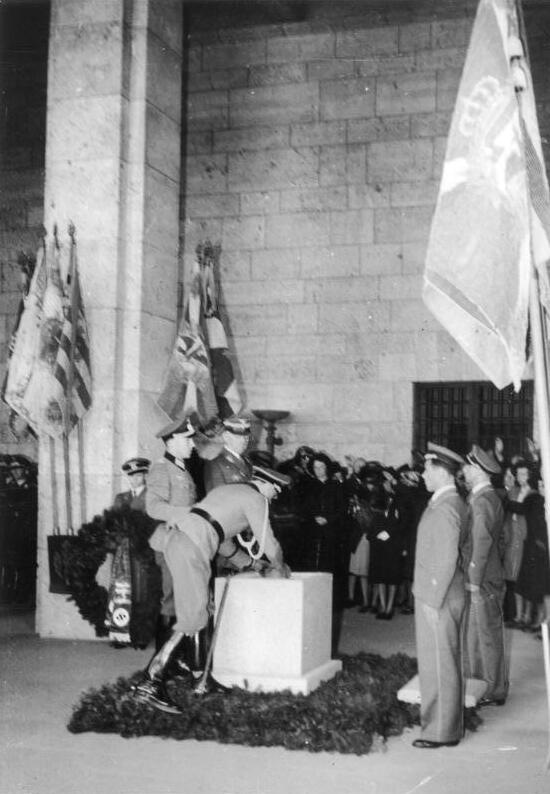
Die Beisetzung der Urne Hans von Tschammer und Ostens in der Langemarckhalle des Reichssportfeldes in Berlin. Der Adjutant des Verstorbenen übergibt die Aschenurne.

Als nach Abschluss der Olympischen Spiele keine Rücksicht mehr auf das Ausland genommen werden musste, verschärfte von Tschammer und Osten die Durchsetzung der nationalsozialistischen Ideologie im deutschen Sportwesen, die moderate Haltung gegenüber den jüdischen Sportlern und Sportvereinen wurde aufgegeben. Obwohl selbst SA-Mitglied, wies er 1938 die Versuche der Organisation zurück, sich vermehrt in die Belange des Sports einzumischen. Ab 1939 versuchte das nationalsozialistische Deutschland verstärkt, auch die internationalen Sportorganisationen unter ihren Einfluss zu bringen. Von Tschammer und Osten war treibende Kraft, das Internationale Olympische Komitee (IOC) und die internationalen Sportverbände im Sinne Deutschlands gleichzuschalten und deutsche Vertreter in die Spitzenfunktionen zu bringen. Er erreichte jedoch nur Teilerfolge, und die Ausweitung des Zweiten Weltkrieges verhinderte weitere Aktivitäten. Zu Beginn des Krieges hatte von Tschammer und Osten diesen als unerlässlichen Faktor zur Stärkung der Wehrkraft und des Wehrwillens bezeichnet.
Der Ausbruch des Zweiten Weltkrieges hatte auch eine weitere Aufgabe für von Tschammer und Osten scheitern lassen. 1939 wurde Deutschland angetragen, die Olympischen Winterspiele 1940 durchzuführen, nachdem sie St. Moritz wieder entzogen worden waren. Von Tschammer und Osten war zusammen mit Karl Ritter von Halt beauftragt, Pläne für die Organisation vorzubereiten, musste dann jedoch 1940 gegenüber dem IOC erklären, dass das deutsche Organisationskomitee den Auftrag, die Spiele durchzuführen, zurückgeben müsse, „da die deutschen Vorschläge auf Herbeiführung eines Weltfriedens, der aus dem jetzigen Konflikt herausführen sollte, von der englischen und französischen Regierung abgelehnt wurden und der Krieg daher weitergeführt werden muss“.
Nachdem Deutschland 1941 durch den Angriff auf die Sowjetunion den Krieg ausgeweitet hatte, betrieb von Tschammer und Osten vom März an die Einstellung des internationalen Sportverkehrs. Da jedoch zahlreiche Fachämter bereits internationale Wettkämpfe vereinbart hatten, zog sich die Verwirklichung des Vorhabens noch mehrere Monate hin. Noch am 22. November 1942 trug die deutsche Fußballnationalmannschaft ein Länderspiel gegen die Slowakei aus. Selbst einem Jahr nach seinem Tod gab es dazu noch Auswirkungen, so konnte z. B. in Hannover im Herbst 1944 ein internationales Bahnradrennen vor über 20.000 Zuschauern stattfinden.
Der Sportfunktionär legte großen Wert darauf, prominente Spitzensportler als Soldaten der Wehrmacht an die Front schicken zu lassen, damit die NS-Propaganda sie als „leuchtende Beispiele“ für alle Wehrdienstpflichtigen herausstellen konnte.
Von 1943 bis 1945 war eine Straße in Hannover nach ihm benannt.
Der Generalmajor Eckart von Tschammer und Osten war sein nächstälterer Bruder.